# Trópicos húmedos de Queensland
Los Trópicos húmedos de Queensland es el sitio declarado Patrimonio de la Humanidad por la Unesco, en el año 1988. Este lugar reúne una serie de parques nacionales a lo largo de 450 kilómetros de la costa oriental del norte de Queensland, Australia, de Townsville a Cooktown. Lindan con la Gran Barrera de Coral, otro lugar Patrimonio de la Humanidad, que se encuentra en el mar, frente a esta costa.
Entre los parques nacionales incluidos están:
- Parque Nacional Bahía Cedro
- Parque Nacional Daintree
- Parque Nacional Montaña Negra
- Parque Nacional Río Endeavour
- Parque Nacional Girringun
- Parque Nacional Wooroonooran

y más de 700 zonas protegidas de Queensland, incluyendo tierras particulares.
- Datos: Q1135808
- Multimedia: Wet Tropics of Queensland / Q1135808